# Збеловска Гора
Збеловска Гора (словен. Zbelovska Gora) је насељено место у општини Словенске Коњице, Савињска регија, Словенија.

## Историја
До територијалне реорганизације у Словенији била је у саставу старе општине Словенске Коњице.

## Становништво
У попису становништва из 2011. године, Збеловска Гора је имала 325 становника.
| Број становника према пописима | Број становника према пописима | Број становника према пописима |
| ------------------------------ | ------------------------------ | ------------------------------ |
| 1991                           | 2002                           | 2011                           |
| 305                            | 297                            | 325                            |